# Соргоно
Соргоно (итал. Sorgono) — коммуна в Италии, располагается в регионе Сардиния, подчиняется административному центру Нуоро.
Население составляет 1949 человек, плотность населения составляет 34,69 чел./км². Занимает площадь 56,19 км². Почтовый индекс — 8038. Телефонный код — 0784.
В коммуне 15 августа особо празднуется Успение Пресвятой Богородицы.